# Spædbarnet
|  | Denne artikel er oprettet af botten PalnaBot ud fra en ekstern database. Den kan derfor have sproglige fejl eller mangler. Denne skabelon kan fjernes efter kontrol af indholdet. |

Spædbarnet er en dokumentarfilm instrueret af Jørgen Roos efter manuskript af samme.

## Handling
Filmen fortæller om barnets pasning og pleje, til det er ca. 2 år gammelt. Den vordende mor skal planlægge sin kost under svangerskabet, sørge for en behagelig påklædning og for passende hvile. Det giver ro i sindet, at alt er i orden til at modtage barnet; tingene behøver ikke at være kostbare, blot alt er omhyggeligt gennemtænkt. Ethvert barn er en lille personlighed og må ikke behandles efter et forud fastlagt skema, men efter dets egen rytme. Der er megen forskel på, hvor tidligt et barn får tænder, kan sidde på potte, gå alene osv., og det er skadeligt for barnet at blive presset frem til noget, det ikke er modent til. Moderen bør for barnets skyld benytte sig af de fordele, samfundet byder, fx de gratis lægeundersøgelser.